# Muzo.fm
Muzo.fm (zapis stylizowany: MUZO.FM) – ponadregionalna stacja radiowa z siedzibą w Warszawie, nadająca w latach 2014-2024. Rozgłośnia w momencie zakończenia nadawania posiadała nadajniki na falach ultrakrótkich w dziewięciu miastach Polski, można było również ją odbierać na multipleksach lokalnych DAB+ w Rzeszowie, Toruniu, Warszawie, Poznaniu, Częstochowie i Katowicach.
Linerem radia Muzo.FM było: Gramy co chcemy.
Program Muzo.fm miał charakter muzyczno-informacyjno-rozrywkowy. Prezentowaną muzyką był głównie rock i ambitny pop.

## Historia
Muzo.fm rozpoczęło nadawanie 20 października 2014 roku o godzinie 6:00, po zmianie nazwy i profilu przez dotychczasowe Radio PiN. Liczna część zespołu rozgłośni związana była wcześniej z radiem Eska Rock. Muzo.fm ściśle współpracowało z telewizyjnym kanałem Muzo.tv, który działał do maja 2017 roku (został zastąpiony przez Polsat Music HD).
11 stycznia 2022 zostały uruchomione koncesjonowane multipleksy DAB+ w Rzeszowie i Toruniu, na których można odbierać stację. 1 lutego stacja pojawiła się na multipleksach DAB+ w Warszawie i Poznaniu.
28 października 2022 ogłoszono, że Radio MUZO.FM (rozgłośnia i spółka nadająca ją) zostanie sprzedane grupie ZPR Media. Od listopada 2022 r. widoczne były zmiany w ramówce rozgłośni (reorganizacja ramówki dziennej i rezygnacja z audycji późnowieczornych w dni robocze). Od 9 stycznia 2023 rozpoczęto emisję stacji z siedziby Grupy Radiowej Time przy ulicy Jubilerskiej w Warszawie. Jednocześnie wprowadzono ramówkę obowiązującą do zakończenia nadawania rozgłośni, w której nadawane były wyłącznie audycje Poranek Muzo FM, The Greatest Muzo, Popołudnie Muzo FM i Halo Muzo. Audycje z gospodarzami były nadawane wyłącznie w godzinach od 7:00 do 19:00 (dodatkowo utrzymując emisję Magazynu Muzo FM o godz. 22:00). Polsat News wciąż dostarczał serwisy informacyjne dla stacji. Zrezygnowano z emisji m.in. Strażników świtu i Republiki fajnych numerów (ostatnim numerem 1 listy w notowaniu nr 1466 z 30 grudnia 2022 był utwór "Brunatny" duetu Karaś/Rogucki). Emitowane utwory muzyczne pochodziły od tego momentu z biblioteki, z której korzystają również inne rozgłośnie należące do Grupy Radiowej Time. 27 marca 2024 roku transakcja doszła do skutku, a nowy właściciel wystąpił do KRRiT o zmianę nazwy stacji na Eska Rock. Cały proces zmian zakończył się 2 lipca 2024 roku wraz z wyłączeniem radia Muzo.fm i rozpoczęciem nadawania stacji Eska Rock na jego byłych częstotliwościach.

## Audycje i ich prowadzący
- Muzo Non Stop – Piotr Jachim i Łukasz Szaciłowski
- The Greatest Muzo – Michał Cieślik
- Playlista osobista – Michał Cieślik
- Cały ten jazz - Piotr Jachim
- AiRSHOW – Agnieszka Witkowicz-Matolicz i Radosław Nałęcz
- Strażnicy świtu – Marta Trybura i Radosław Nałęcz
- Bisior i Anna – Anna Nowaczyk i Marcin Bisiorek
- Przepraszamy za usterki – Michał Figurski, Kamil Olszewski i Przemysław Jaworski
- Południk Muzo – Jarosław Wendrowski
- Marne prowo – Kamil Olszewski i Przemysław Jaworski
- Lunch Box – Jarosław Wendrowski i Przemysław Jaworski
- Koncert Krzyczeń – Kamil Olszewski i Kamil Szabłowski
- Halo Muzo - Idalia Tomczak i Konrad Olszewski
- Muzo Non Stop z Kamilem - Kamil Szabłowski
- RFN – Republika Fajnych Numerów – Michał Cieślik

Źródło

### Informacja i publicystyka
- Muzo.fm News
- Magazyn Muzo.fm

### Programy autorskie
- Happy Noise – Marcin Bisiorek
- Muzo Port – Robert Zawieja
- Restart – Radosław Nałęcz
- Muzo Trip – Anna Nowaczyk
- Sampler – Michał Cieślik
- Jazz Division – Jarosław Wendrowski
- Muzyka dla dorosłych – Marcin Sobesto
- Let's Dance – Paweł Oksanowicz

## Zespół redakcyjny
- Zbigniew Frączek – dyrektor programowy
- Arkadiusz Frąckowiak – zastępca dyrektora programowego

### Prezenterzy
- Michał Cieślik
- Konrad Olszewski
- Piotr Jachim
- Łukasz Szaciłowski

### Dziennikarze informacyjni
- Piotr Knąber
- Joanna Tarkowska-Klinke
- Agnieszka Wieczorek
- Agnieszka Witkowicz-Matolicz

### Produkcja i technika
- Maciej Długosz
- Paweł Malczewski

### Współpracownicy
- Michał Figurski
- Marcin Łukasik
- Marcin Sobesto
- Przemysław Jaworski
- Kamil Olszewski
- Anna Nowaczyk
- Jarosław Wendrowski
- Marcin Bisiorek
- Radosław Nałęcz
- Paweł Oksanowicz
- Idalia Tomczak
- Marta Trybura
- Robert Zawieja
- Kamil Szabłowski